# 周 (姓)
周（しゅう）は、漢姓の一つ。

## 中国の姓
周は中華圏の代表的な姓の一つで、2020年の中華人民共和国の第7回全国人口調査（国勢調査）に基づく姓氏統計によると中国で10番目に多い姓であり、2690.54万人がいる。一方、台湾の2018年の統計では第21位で、286,742人がいる。
客家語などでは「朱」と同音であるため、「囲いに吉の周」「門に吉の周」などと呼ぶことがある。

### 起源
- 姫姓周氏
  - 東周が秦の昭襄王に滅ぼされた後、とくに周の平王の王子の姫烈の後裔が周姓と名乗ったことが起源とされ、とくに汝南周氏（中国語版）が該当される。さらに改姓したケースとしては、唐の時代、玄宗の諱が隆基であったため、「基」と同じ読みであることを避諱して姫姓の多くが周に改姓したという。
- 他
  - 元の時代には蘇姓郡望（中国語版）が周に改姓し武功周氏（中国語版）を名乗っている。

### 著名な人物

#### 古代・中世
- 周勃 - 秦末から前漢初期の前漢の武将・政治家。
- 周苛 - 秦末の劉邦の武将。
- 周昌 - 秦末から前漢初期の武将・政治家。
- 周亜夫 - 前漢前期の武将。周勃の子。
- 周瑜 - 後漢末期の武将。
- 周泰 - 後漢末から三国時代の武将。
- 周魴 -後漢末から三国時代の武将・政治家。
- 周処 - 三国時代、西晋の武将。周魴の子。
- 周旨 - 三国時代、西晋の武将。
- 周敦頤 - 北宋期の儒学者。
- 周侗（中国語版） - 北宋末期の武術家。

#### 近代
- 魯迅 - 本名・周樹人。中華民国の小説家、雑文家。
- 周作人 - 中華民国の随筆家。魯迅の弟。
- 周建人 - 中華民国・中華人民共和国の生物学者、政治家。魯迅の弟。
- 周仏海 - 汪兆銘政権財政部長。
- 周至柔 - 第二次世界大戦期の中国空軍司令官。
- 周志開 - 第二次世界大戦期の中国空軍エース・パイロット。

#### 中国大陸
- 周恩来 - 政治家（国務院総理）。
- 周永康 - 政治家。
- 周信芳（中国語版） - 京劇演出家。
- 周筆暢 - 歌手。
- 周迅 - 女優。
- 周挺 - 1979年生、サッカー選手（DF）、中国代表。
- 周雲（中国語版） - 1990年生、サッカー選手（DF）。
- 周琦 - 1996年生、NBAのバスケットボール選手（C）、中国代表。
- 周潔瓊（ギョルギョン）- 1998年生、女優、歌手、アイドルグループ『I.O.I』、『PRISTIN』の元メンバー。
- 周余冶 - 2000年生、サッカー選手（FW）、水戸ホーリーホックなどに所属。

#### 香港
- 周潤發（チョウ・ユンファ）- 俳優。
- 周星馳（チャウ・シンチー）- 俳優・映画監督。
- 周慧敏（ビビアン・チョウ）- 歌手、女優。
- 周麗淇（ニキ・チョウ）- 歌手、女優。
- 周華健 - 歌手。
- 周柏豪（チャウ・パッホウ）- 歌手、俳優。
- 周嘉玲（ヴァレリー・チョウ（中国語版））- 元女優、実業家。
- 周海媚（キャシー・チャウ（中国語版））- 女優。
- 周亦卿（中国語版） - 実業家、シュヴァリエインターナショナルホールディングス代表。
- 周中（中国語版） - 料理人。
- 周庭 - 1996年生、政治運動家。

#### 台湾
- 周杰倫 - 歌手、俳優。
- 周渝民（ザイザイ）- アイドルグループ『F4』のメンバー。
- 周定緯（中国語版） - 俳優、歌手。
- 周子瑜（ツウィ）- アイドルグループ『TWICE』のメンバー。

#### その他
- 周富徳 - 日本の料理人。
- 周仰傑（ジミー・チュウ）- イギリスの靴職人、ファッションデザイナー。ブランド会社ジミーチュウ創始者。マレーシア客家出身。

### 架空の人物
- 周倉 - 『三国志演義』の登場人物。
- 周通 - 『水滸伝』の登場人物。
- 周伯通 - 金庸の小説の登場人物。

## 朝鮮の姓
周（しゅう、チュ、朝:  주）は、朝鮮人の姓の一つである。2015年の国勢調査による韓国内での人口は37,240人。

### 著名な人物
- 周世鵬（朝鮮語版） - 李氏朝鮮の学者、文臣。
- 周時経 - 大韓帝国の言語学者。
- 周永福 - 韓国空軍の軍人。第13代空軍参謀総長、第22代国防部長官。
- 周亨煥（朝鮮語版） - 韓国の政治家、元産業通商資源部長官。
- 周英燮（朝鮮語版） - 韓国の公務員、元関税庁長。
- チュ・ヒョンミ（周炫美） - 韓国の歌手。父親は中国山東省出身[5]。
- チ・ヒョヌ - 韓国の俳優、歌手。本名は周亨太（チュ・ヒョンテ）。
- 周浩旻（朝鮮語版） - 韓国の漫画家。
- 周敏圭（朝鮮語版） - 韓国のサッカー選手。
- チュ・ハンニョン（朝鮮語版）（周鶴年） - 韓国の歌手。THE BOYZのメンバー。

### 氏族
慶州周氏・綾州周氏・尚州周氏・天安周氏・鉄原周氏・草渓周氏はすべて唐朝から新羅に帰化した周頤から分派した「동원분류」（同源分類）である。
| 氏族（地域） | 創始者                                         | 人数（2015年） | 備考     |
| ------------ | ---------------------------------------------- | -------------- | -------- |
| 江陵周氏     |                                                | 14             |          |
| 慶州周氏     |                                                | 45             |          |
| 古州周氏     |                                                | 5              |          |
| 冠渓周氏     |                                                | 11             |          |
| 広州周氏     |                                                | 8              |          |
| 亀城周氏     |                                                | 8              |          |
| 金海周氏     |                                                | 5              |          |
| 南陽周氏     |                                                | 5              |          |
| 南州周氏     |                                                | 26             |          |
| 南平周氏     |                                                | 13             |          |
| 綾城周氏     |                                                | 10             | 능성주씨 |
| 綾州周氏     |                                                | 88             | 능주주씨 |
| 丹城周氏     |                                                | 8              |          |
| 達城周氏     |                                                | 6              |          |
| 同福周氏     |                                                | 14             |          |
| 綾州周氏     |                                                | 9              | 릉주주씨 |
| 莫州周氏     |                                                | 5              |          |
| 溟州周氏     |                                                | 253            |          |
| 明川周氏     |                                                | 5              |          |
| 務安周氏     |                                                | 9              |          |
| 密陽周氏     |                                                | 6              |          |
| 森渓周氏     |                                                | 17             |          |
| 商山周氏     |                                                | 538            |          |
| 尚州周氏     | 中国唐朝から新羅に帰化した周頤                 | 22,909         |          |
| 尚川周氏     |                                                | 23             |          |
| 善山周氏     |                                                | 20             |          |
| 善州周氏     |                                                | 10             |          |
| 城南周氏     |                                                | 6              |          |
| 星州周氏     |                                                | 6              |          |
| 水原周氏     |                                                | 6              |          |
| 新安周氏     |                                                | 17             |          |
| 安東周氏     |                                                | 10             |          |
| 安山周氏     |                                                | 7              |          |
| 安邑周氏     |                                                | 30             |          |
| 安義周氏     |                                                | 124            |          |
| 安興周氏     |                                                | 5              |          |
| 礪山周氏     |                                                | 5              |          |
| 玉川周氏     |                                                | 14             |          |
| 熊川周氏     |                                                | 13             |          |
| 原州周氏     |                                                | 51             |          |
| 義州周氏     |                                                | 17             |          |
| 仁川周氏     |                                                | 11             |          |
| 長水周氏     |                                                | 5              |          |
| 長興周氏     |                                                | 12             |          |
| 載龍周氏     |                                                | 6              |          |
| 積山周氏     |                                                | 6              |          |
| 全州周氏     |                                                | 23             |          |
| 定州周氏     |                                                | 58             |          |
| 州原周氏     |                                                | 7              |          |
| 晋州周氏     |                                                | 79             |          |
| 鉄原周氏     |                                                | 3,160          |          |
| 清州周氏     |                                                | 11             |          |
| 草渓周氏     | 中国の翰林学士で、新羅孝恭王11年に帰化した周璜 | 8,713          |          |
| 草圭周氏     |                                                | 12             |          |
| 草原周氏     |                                                | 12             |          |
| 崔基周氏     |                                                | 36             |          |
| 秋渓周氏     |                                                | 5              |          |
| 漆原周氏     |                                                | 51             |          |
| 坡平周氏     |                                                | 9              |          |
| 平渓周氏     |                                                | 12             |          |
| 抱川周氏     |                                                | 51             |          |
| 豊基周氏     |                                                | 14             |          |
| 漢陽周氏     |                                                | 30             |          |
| 咸安周氏     |                                                | 19             |          |
| 咸昌周氏     |                                                | 6              |          |
| 咸興周氏     |                                                | 36             |          |
| 海州周氏     |                                                | 25             |          |
| 虎渓周氏     |                                                | 8              |          |
| 洪州周氏     |                                                | 17             |          |
| 黄州周氏     |                                                | 9              |          |